# Gordan Grlić Radman
Gordan Grlic Radman, né le 6 juin 1958 à Prisoje, est un homme d'affaires, diplomate et homme politique croate, membre de l'Union démocratique croate (HDZ). Il est ministre des Affaires étrangères et européennes depuis 2019.

## Biographie
Après une carrière dans le monde des affaires en Suisse, Gordan Grlic Radman travaille au sein de la diplomatie croate après l'indépendance du pays, notamment auprès des ambassades à Sofia et Budapest. En 2017, il est nommé ambassadeur en Allemagne.
Après la démission de Marija Pejčinović Burić, élue secrétaire générale du Conseil de l'Europe en juin 2019, il lui succède comme ministre des Affaires étrangères et européennes le 19 juillet suivant.